# إب

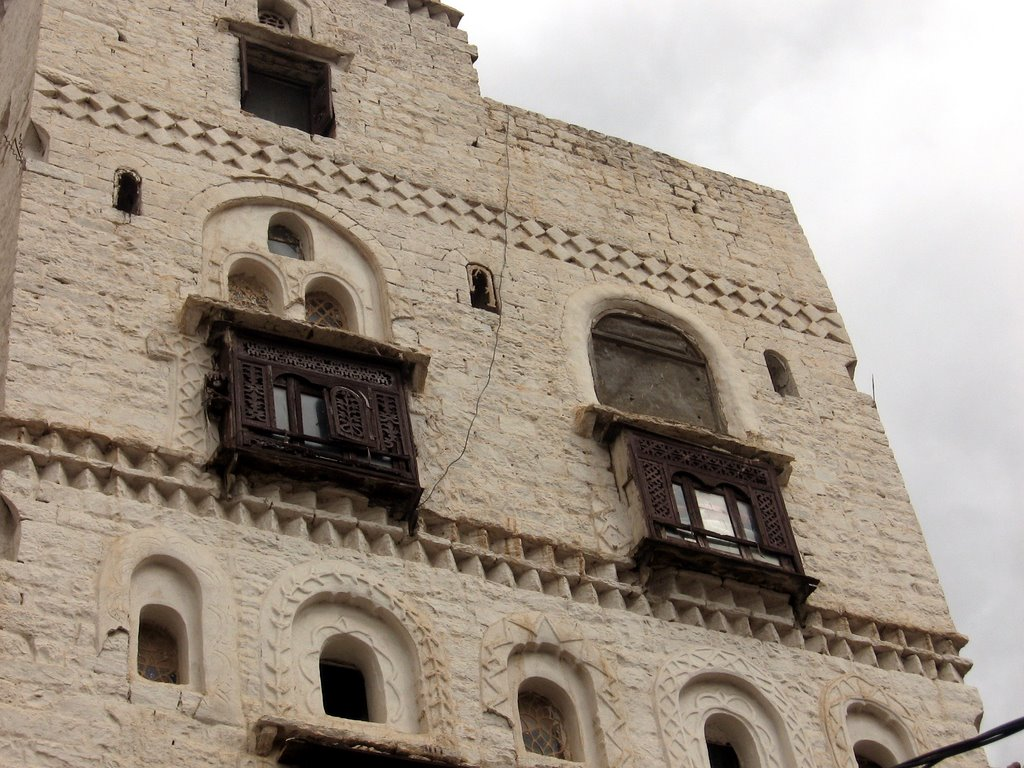
أحد مباني المدينة

إب هي مدينة يمنية وهي عاصمة اليمن السياحية، تقع على ارتفاع 2050 م عن سطح البحر في الطريق الذي يصل عدن وصنعاء. وتبعد عن صنعاء العاصمة نحو 180 كم جنوباً وعن تعز نحو 65 كم. وهي من أجمل مدن اليمن طبيعة، وألطفها هواء، وأكثرها خصباً.، تقع في منطقة جبلية خصبة، كانت تسمى قديماً الثجة، ينسب مؤرخون أن تسمية إب تسمية فارسية وتعني غزيرة الأمطار ويقول آخرون بأنها مشتقة من شهر آب (أغسطس) يسمى في اليمن بسهيل وهو ويرمز لغزارة الأمطار.

## تسميتها

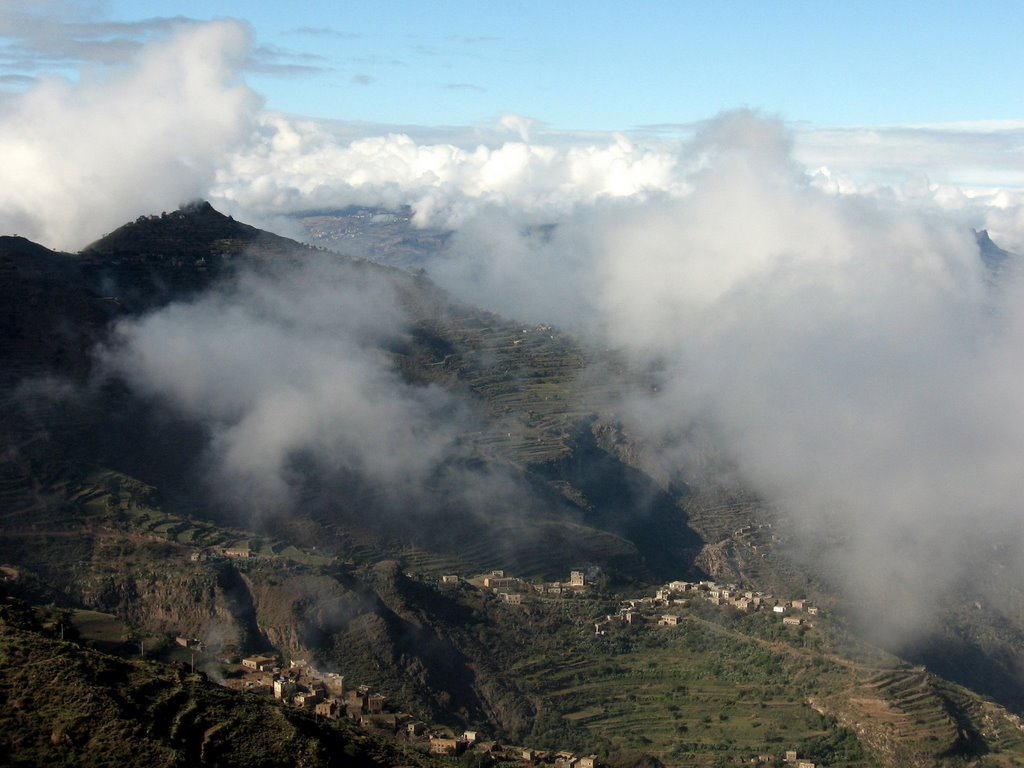
الريف في محافظة إب

اختلف المؤرخون في أصل تسمية إب، والأرجح أنها من الجذر السامي (أ ب) بمعنى العشب والكلأ والمرعى كونها دائمة الخضرة وقد ورد في القرآن الكريم قوله تعالى (وفاكهة وأبا)؛ أما الأب لويس معلوف اليسوعي في كتاب المنجد فيرى تسمية إب من شهر آب وهو شهر الخصب نظرا لخصوبتها، وقال أن اليونانيين هم من أطلق عليها هذه التسمية دون تعليل لصلة اليونانيين بإب وهو أمر ضعيف الإسناد.
كانت في القديم تتبع مخلاف جعفر (والمخلاف في اليمن يعني الكورة) وقد أنشأ فيه جعفر بن إبراهيم المناخي إمارة ذات صول وطول. ومخلاف جعفر جزء مما كان يسمى قبل الإسلام: الكلاع، وقد صعد من بني ذي الكلاع إلى سدة العرش الحميري ملوك كبار منهم ذو الكلاع الأكبر يزيد بن النعمان الحميري ذي الكلاع الأصغر سميفع الذي أسلم في حياة النبي، وهاجر إلى بلاد الشام فكانت له زعامة اليمنيين فيها.
كانت إب مركز قضاء يضم ثلاث نواح أيام الحكم العثماني، تقدر مساحته بنحو 4000 كم2، وظلت قضاء حتى نهاية عهد الإمام يحيى حميد الدين عام 1948 م، ثم أصبحت في عهد ابنه أحمد مركز لواء (محافظة) يحكمها نائب للإمام وغدت بعدئذٍ عاصمة لواء من أهم ألوية اليمن.
تسارع تطور مدينة إب حين قامت ثورة 1962 حتى غدت واحدة من كبريات المدن اليمنية.
كان من المقرر أن تكون مدينة إب محطة على الخط الحديدي الذي يصل بين الحديدة وتعز بحسب مشروع بعثة بنيتون عام 1911 م غير أن المشروع لم ينفذ.
وإب اليوم عاصمة محافظة تحمل اسمها. وتزود المدينة بالمياه بقنوات ترد إليها من الجبال المجاورة التي ترتفع إلى 3200 م. وأطلق عليها اسم «اللواء الأخضر» لغناها الزراعي وجمال طبيعتها وخصب أراضيها، وتزرع فيها البقول وأنواع الفاكهة والبن والقات وشجرة النيلة والورس. ويتبع أسلوب المدرجات في الزراعة على السفوح الجبلية.

## التاريخ
محافظة إب (اللواء الأخضر) كانت من أهم المناطق اليمنية وأوفرها حظاً في قيام الدويلات والممالك التاريخية القديمة مثل:
-دولة حِمْيَر: والتي أسسها الملك ذي ريدان الحِمْيَري 115 ق.م حيث قامت هذه الدولة في منطقة وادي بنا واختيرت مدينة ظفار على سفح جبل ريدان قرب قاع الحقل بيريم عاصمة لهذه الدولة. ولمَّا اكتمل بنيانها وزادت قوتها واصل الحميريون زحفهم شمالاً وضموا إليهم الدولة السبئية وأقاموا دولة جديدة تسمى دولة سبأ وذي ريدان وعاصمتها مدينة ظفار والتي يوجد فيها متحف ظفار التاريخي الذي تحكي محتوياته عن تلك الدولة التاريخية العملاقة. كما لا تزال العديد من الآثار والقلاع والقصور الباقية تذكّر بها وبأمجاد تاريخية لدويلات قبلها مثل دولة رعين التي قامت دولة حِمْيَر على أنقاضها من 436 - 532هـ (1047 - 1138م).
-الدولة الصليحية: هذه الدولة اليمنية القديمة قامت على يد الملك علي بن محمد الصليحي وكانت صنعاء عاصمتها وعند اشتداد المرض بملك هذه الدولة تولى السلطة ابنه المكرم بن علي محمد الصليحي ومعه وخلال حكمه ظهرت زوجته السيدة أروى بنت أحمد الصليحي تشاركه الحكم وبناء الدولة وعند وفاة زوجها قبضت السيدة أروى زمام السلطة واختارت مدينة جبلة محافظة إب عاصمة للدولة فحققت خلال حكمها الذي استمر خمسين عاماً نجاحاً باهراً وفريداً نظراً لما عرفت به من حكمة وعدل وثبات، كما قامت إلى جانب نجاحها السياسي وتقوية نفوذ دولتها قامت ببناء العديد من المآثر التاريخية الإسلامية والإنسانية مثل بناء جامع السيدة أروى بمدينة جبله وهو الجامع الكبير في المدينة، كما قامت ببناء الجزء الشرقي من الجامع الكبير بصنعاء. وأوقفت الكثير من الأراضي الزراعية للمواشي وبناء المرافق الخدمية كما أوصلت مياه الشرب النقية إلى كل منازل مدينة جبله عبر ساقية طويلة تمتد إلى أعلى قمم الجبل المطل على المدينة، كما عملت على توفير مساكن العلماء والمتعلمين وشكلت حلقات العلم في جامع جبلة التي كان يلتحق بها طالبو العلم من مختلف المناطق.
-الدولة الإسماعيلية: من أواخر القرن الثالث الهجري إلى القرن الخامس الهجري ومن أواخر القرن التاسع الميلادي إلى القرن الحادي عشر الميلادي. والدولة الإسماعيلية هذه كونها الشيعة الذين ينسبون إلى الإمام محمد بن إسماعيل حيث بدأت دعوتهم أولا في العراق لكن أنصار هذه الدعوة وجدوا اليمن مكاناً مناسباً لقيام دولتهم. وقام علي بن الفضل إبن حوشب (منصور اليمن) بنشر هذه الدعوة إلى اليمن، وعندما قويت الدعوة وزاد نفوذها في مناطق لحج وعدن وأبين وتعز اتخذ ابن الفضل مدينة مذيخرة في قضاء العدين محافظة إب عاصمة له وامتدت دولته من عدن إلى صنعاء ولا تزال بقايا هذه الدولة عامرة في المنطقة.

## التركيبة السكانية

### سكان المديريات
تقسم المدينة إدارياً إلى مديريتين، وتشكل كل مديرية عدد من الأحياء التي تشمل بدورها عدد من الحارات.
| المديرية      | عدد المساكن | عدد الأسر | الذكور  | الاناث  | الإجمالي |
| ------------- | ----------- | --------- | ------- | ------- | -------- |
| مديرية الظهار | 12,323      | 12,005    | 42,938  | 41,285  | 84,223   |
| مديرية المشنة | 18,419      | 17,010    | 63,894  | 60,727  | 124,621  |
| الإجمالي      | 30,742      | 29,015    | 106,832 | 102,012 | 208,844  |

## الأماكن السياحية

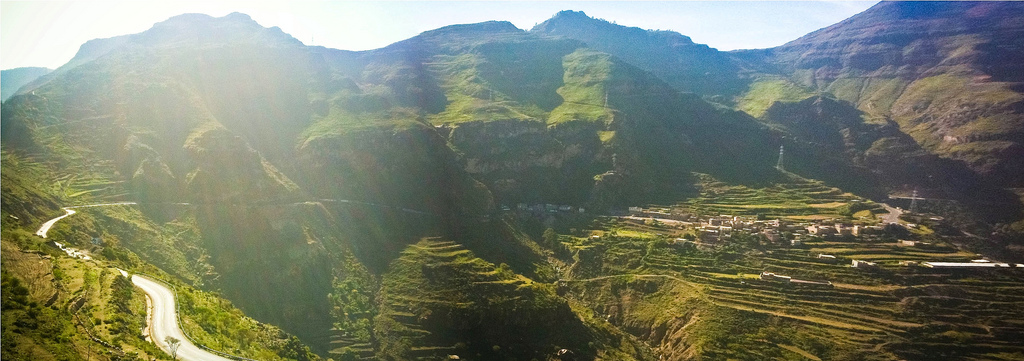
نقيل سمارة

كون محافطة إب تمتاز بجمال أخاذ ينبع من وفرة المناطق السياحية المختلفة والجميلة التي نذكر منها على سبيل المثال لا الحصر:
- الحمامات الطبيعية العلاجية في مديرية دمت ومنطقة الشعراني في مديرية العدين وحمام الاسلوم بمديرية الحزم وحمام القفر.
- الأودية الزراعية دائمة الخضرة والمياه الجارية " كوادي بنا" في السدة ووادي " الدور وعنه" في مديرية " العدين " ووادي السودان " في مديرية " ذي السفال " وهذه الوديان تشتهر بزراعة البن وقصب السكر والمانجو.
- الحصون والقلاع: أهم هذه الحصون والقلاع توجد في قمم الجبال بالمحافظة والتي خلفتها حضارات دويلات يمنية قديمة مثل حصن وقلعة «سماره» في مديرية «يريم» وحصن جبل «حَب» في«بعدان» وحصن «التعكرّ» في جبله. وكل هذه الحصون تمتاز بالفن والدهاء المعماري لقدامى اليمنيين، وتضم معاصر الزيوت وآبار المياه ومخازن العتاد العسكري والغذائي.& وجبل (الخمسة) المطل على نجد حنطام وما جاورها.
- وقرية هوي من عزلة المنار في مديرية بعدان وفيها سد عتار الشهير وتعتبر من أجمل المناطق السياحية في محافظة إب.

ودار بيت الزماني.
وتشتهر إب بآثارها الإسلامية، ويقوم فيها (60) مسجداً، أهمها (دار الحديث بمفرق حبيش جامع السنة) وجامع السيدة أروى والمسجد العمري المنسوب إلى عمر بن الخطاب رضي الله عنه، وفيها ملعب أولمبي حديث مجهز بالمرافق الرياضية المختلفة.

## السكان
تشكل محافظة إب الأكثر اغترابا بين سكانها في السعودية وفي أمريكا، وحيث أن هي المديرية التي أغلب سكانها مجنسون ومغتربون في الولايات المتحدة الأمريكية، ويبلغ عدد سكانها نحو ثلاثة ملايين نسمة (2,131,861 حسب تعدادعام 2004م).

## المعالم السياحية
ومن أهم جبال محافظة إب جبل ربي، وجبل التعكر وجبل نامه في مديريه جبله عزله الثوابي والمطل على العدين من جنوب شرق ومن أعلى الجبل تشاهد مدينة تعز وقاع الحوبان ومديرية ذي السفال ومناطق الجعاشن ووادي عنه. ويتمتع هذا الجبل بالخضرة، ويأتي الزوار إليه أيام الصيف من العديد من المدن اليمنية، ويعتبر معلم مهم من معالم السياحة في المحافظة وفيه مسجد قديم جداً عليه نقوش قديمة وبركة في أعلى الجبل. جوار المسجد وبداخل هذا الجامع قبور يعتقد أنها لأولياء صالحين وبعض الآثار تتحدث عن أن عدد الأولياء سبعة. ومن ضمن هذه الأضرحة ضريح العالم صلاح الدين الجيلاني المكنّى المهلل.

## الاقتصاد
لمدينة إبّ وظيفة تجارية واقتصادية لأنها سوق المنطقة الجنوبية من اليمن، ووظيفة إدارية لأنها مركز محافظة.